# تشاغداري
تشاغداري هي بلدة في مقاطعة غيجدفان في ولاية بخارى في أوزبكستان.